# Tatjana Sergejewna Schtscherbak
Tatjana Sergejewna Schtscherbak (russisch Татьяна Сергеевна Щербак, wiss. Transliteration Tat'jana Sergeevna Ščerbak, * 22. Oktober 1997 in Trudobelikowski, Region Krasnodar) ist eine russische Fußballspielerin. Die Torfrau steht derzeit bei Lokomotive Moskau unter Vertrag und spielte 2017 erstmals für die russische Nationalmannschaft.

## Karriere

### Vereine
Tatjana Sergejewna Schtscherbak spielte in ihrer Jugend für FK Kubanotschka Krasnodar. Ab 2015 spielte sie dann in der ersten Mannschaft des Vereins. Im Jahr 2020 wechselte sie zu FK Krasnodar. 2021 wurde sie von Lokomotive Moskau verpflichtet.

### Nationalmannschaft
Schtscherbak spielte zunächst für die russische U-17-Mannschaft. Beim Spiel gegen Portugal am 1. März 2017 stand sie erstmals für die A-Nationalmannschaft im Tor. Bei der Fußball-Europameisterschaft der Frauen 2017 kam sie in allen drei Gruppenspielen zum Einsatz.